# Alianza Regional de Castilla y León
Alianza Regional de Castilla y León (ARCL) fue una asociación política española de ideario regionalista castellano-leonés y conservador.

## Historia

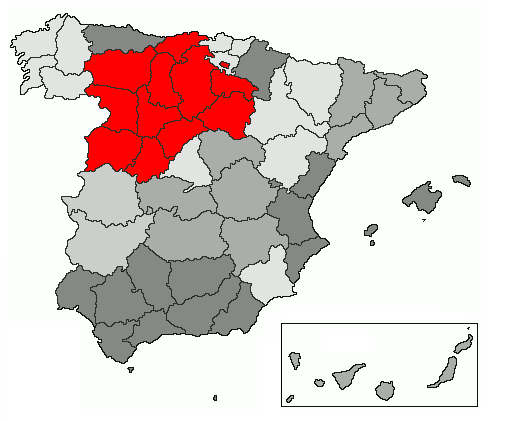
Ámbito de actuación de Alianza Regional establecido en sus estatutos.

Se originó en Herrera de Duero, provincia de Valladolid, en 1975 al amparo de la Ley de Asociaciones Políticas de 1974 (Decreto-Ley 7/1974, de 21 de diciembre, por el que se aprueba el Estatuto Jurídico del Derecho de Asociación Política). Ha de tenerse en cuenta que el territorio que reivindicaba esta asociación como «Castilla y León» difería del de la autonomía actual, pues incluía en esta las entonces provincias de Logroño y Santander.
El burgalés Gonzalo Martínez Díez, historiador medievalista y profesor de Historia del Derecho, fue uno de sus más destacados promotores. A Martínez Díez se debe el libro Fueros si, pero para todos: los conciertos económicos (1977). Otro de sus principales impulsores fue el leonés Alfonso Prieto, también catedrático de universidad, así como Herminio Ramos, entonces concejal de Cultura del ayuntamiento de Zamora y José Manuel Martínez de la Pedraja, reconocido abogado de Santander. Así mismo formaron parte de esta asociación personalidades políticas de la época, como la diputada cántabra Carmen Cossío Escalante.
El deseo de tener una fuerza política castellanoleonesista llevó a algunos de sus militantes a la fundación de PANCAL. 
Esta organización, actualmente desaparecida, fue la pionera del castellanoleonesismo tras la muerte del general Franco, antecediendo al Instituto Regional de Castilla y León. El instituto, pocos días después de su fundación, convocó en 1976 el primer homenaje a los comuneros en Villalar de los Comuneros tras la caída del franquismo.